# Доан Ріцу
Доан Ріцу (яп. 堂安律, нар. 16 червня 1998, Амагасакі) — японський футболіст, півзахисник німецького «Фрайбурга» та національної збірної Японії.

## Клубна кар'єра
Народився 16 червня 1998 року в місті Амагасакі. Є вихованцем японського клубу «Гамба Осака». Займався в академії з 13 років. 3 червня 2015 року дебютував у Джей-лізі у поєдинку проти клубу «Касіма Антлерс», вийшовши на заміну на 90-й хвилині замість Сю Курати. Всього в дебютному сезоні провів чотири зустрічі, вигравши Суперкубок Японії та Кубок Імператора. З сезону 2017 року став гравцем основного складу.
23 червня того ж року був відданий в оренду в нідерландський клуб «Гронінген». 13 серпня дебютував за нього в поєдинку проти «Геренвена», вийшовши в стартовому складі і будучи заміненим на 63-й хвилині Томом ван Вертом. По завершенні оренди 2018 року нідерландський клуб викупив контракт гравця.
2019 року підписав 5-річний контракт з «ПСВ».
У вересні 2020 на правах оренди до кінця сезону приєднався до складу «Армінії».

## Виступи за збірні
Виступав у складі юнацької збірної Японії різних вікових груп. З командою до 16 років став чвертьфіналістом юнацького (U-16) Кубка Азії у 2014 році, де забив один гол, а з командою до 19 років став срібним призером континентального турніру у 2016 років. Всього взяв участь у 9 іграх на юнацькому рівні, відзначившись 2 забитими голами.
2017 року залучався до складу молодіжної збірної Японії, з якою поїхав на молодіжний чемпіонат світу в Південній Кореї. На «мундіалі» зіграв у 4 матчах і забив 3 голи.
11 вересня 2018 року дебютував в офіційних іграх у складі національної збірної Японії в товариському матчі з командою Коста-Рики, а вже у грудні того ж року був включений в заявку на Кубок Азії 2019 року в ОАЕ. 9 січня в першому матчі групового етапу проти збірної Туркменістану відзначився голом на 71 хвилині гри, зробивши рахунок 3:1. У підсумку японці здобули перемогу 3:2.
| Дата       | Місто    | Господарі   | Результат | Гості             | Турнір                       | Голи | Примітки |
| ---------- | -------- | ----------- | --------- | ----------------- | ---------------------------- | ---- | -------- |
| 11-9-2018  | Осака    | Японія      | 3 – 0     | Коста-Рика        | товариський матч             | -    | 85'      |
| 12-10-2018 | Ніїґата  | Японія      | 3 – 0     | Панама            | товариський матч             | -    | 81'      |
| 16-10-2018 | Сайтама  | Японія      | 4 – 3     | Уругвай           | товариський матч             | 1    |          |
| 16-11-2018 | Ойта     | Японія      | 1 – 1     | Венесуела         | товариський матч             | -    | 78'      |
| 20-11-2018 | Тойота   | Японія      | 4 – 0     | Киргизстан        | товариський матч             | -    | 59'      |
| 9-1-2019   | Абу-Дабі | Японія      | 3 – 2     | Туркменістан      | Кубок Азії 2019 - 1-й етап   | 1    |          |
| 13-1-2019  | Абу-Дабі | Оман        | 0 – 1     | Японія            | Кубок Азії 2019 - 1º етап    | -    | 36' 84'  |
| 21-1-2019  | Шарджа   | Японія      | 1 – 0     | Саудівська Аравія | Кубок Азії 2019 - 1/8 фіналу | -    | 89'      |
| 24-1-2019  | Дубаї    | В'єтнам     | 0 – 1     | Японія            | Кубок Азії 2019 - 1/4 фіналу | 1    |          |
| 28-1-2019  | Аль-Айн  | Іран        | 0 – 3     | Японія            | Кубок Азії 2019 - півфінал   | -    | 89'      |
| 1-2-2019   | Абу-Дабі | Японія      | 1 – 3     | Катар             | Кубок Азії 2019 - фінал      | -    |          |
| 22-3-2019  | Йокогама | Японія      | 0 – 1     | Колумбія          | товариський матч             | -    | 71'      |
| 26-3-2019  | Кобе     | Японія      | 1 – 0     | Болівія           | товариський матч             | -    | 62'      |
| 5-6-2019   | Тойота   | Японія      | 0 – 0     | Тринідад і Тобаго | товариський матч             | -    | 71'      |
| 9-6-2019   | Ріфу     | Японія      | 2 – 0     | Сальвадор         | товариський матч             | -    |          |
| 5-9-2019   | Касіма   | Японія      | 2 – 0     | Парагвай          | Відбір до ЧС 2022            | -    | 46'      |
| 10-9-2019  | Янгон    | М'янма      | 0 – 2     | Японія            | Відбір до ЧС 2022            | -    | 66'      |
| 15-10-2019 | Душанбе  | Таджикистан | 0 – 3     | Японія            | Відбір до ЧС 2022            | -    |          |
| 09-10-2020 | Утрехт   | Японія      | 0 – 0     | Камерун           | товариський матч             | -    | 65'      |
| 13-10-2020 | Утрехт   | Японія      | 1 – 0     | Кот-д'Івуар       | товариський матч             | -    | 85'      |
| 2-9-2021   | Суйта    | Японія      | 0 – 1     | Оман              | Відбір до ЧС 2022            | -    | 63'      |
| 27-1-2022  | Сайтама  | Японія      | 2 – 0     | КНР               | Відбір до ЧС 2022            | -    | 85'      |
| 2-6-2022   | Саппоро  | Японія      | 4 – 1     | Парагвай          | товариський матч             | -    | 71'      |
| 6-6-2022   | Токіо    | Японія      | 0 – 1     | Бразилія          | товариський матч             | -    | 73'      |
| 10-6-2022  | Кобе     | Японія      | 4 – 1     | Гана              | товариський матч             | -    | 69'      |
| 14-6-2022  | Суйта    | Японія      | 0 – 3     | Туніс             | товариський матч             | -    | 71'      |
| Усього     |          | Матчів      | 26        |                   | Голів                        | 3    |          |

## Титули і досягнення
- Володар Суперкубка Японії (1):

«Гамба Осака»: 2015
- Володар Кубка Імператора (1):

«Гамба Осака»: 2015
- Володар Суперкубка Нідерландів (1):

ПСВ: 2021
- Володар Кубка Нідерландів (1):

ПСВ: 2021-22
- Переможець Юнацького (U-19) кубка Азії: 2016
- Срібний призер Кубка Азії: 2019

Особисті досягнення
- Команда місяця Ередивізі: травень 2022[12]